# Beverley Craven
Beverley Craven (ur. 28 lipca 1963 w Kolombo) – brytyjska piosenkarka i kompozytorka.
Urodziła się na Cejlonie (obecnie Sri Lanka), jednak dorastała w Berkhamstead, w Anglii. Muzyka towarzyszyła jej od dzieciństwa – jej matka była skrzypaczką, a Craven już w wieku 7 lat uczyła się grać na pianinie. Jej najbardziej znany utwór to Promise Me z 1991 r. Jako nastolatka zakochała się w śpiewie Kate Bush i Steviego Wondera. Kiedy przeprowadziła się do Londynu, gdzie studiowała, zaczęła grać z różnymi zespołami w pubach i zajęła się tworzeniem własnych piosenek. Niebawem jej kompozycje zwróciły uwagę Bobby'ego Womacka, który zaprosił młodą wokalistkę do wzięcia udziału w swojej europejskiej trasie koncertowej.
Beverley podpisała kontrakt z wytwórnią Epic i w 1990 roku wydała debiutancki album "Beverley Craven". Pierwszy singiel z tej płyty "Promise Me" zyskał ogromną popularność. Piosenka ta przez cały 1992 rok pozostawała na najwyższych miejscach list przebojów. Wtedy też artystka otrzymała nagrodę Brit Awards w kategorii "Najlepszy Debiut".
Kolejny album wokalistki, zatytułowany "Love Scenes", ukazał się w 1993 roku. Płyta odniosła wcale nie mniejszy sukces niż poprzednia, zawierała 5 przebojów, a w trzech piosenkach wystąpił Jeff Beck.
Dopiero w grudniu 1998 roku Beverley rozpoczęła trasę koncertową – wraz z chórem dziecięcym zaśpiewała na pięciu charytatywnych koncertach: na Wembley, Sheffield oraz w Birmingham, Manchesterze i Newcastle.
W 1999 roku wokalistka powróciła z nowym albumem – "Mixed Emotions", który zachwycił jej wielbicieli. Beverley jest autorką muzyki i tekstów do wszystkich utworów znajdujących się na płycie.

## Dyskografia

### Albumy studyjne
- 1990 – Beverley Craven

1. Promise Me
2. Holding On
3. Woman To Woman
4. Memories
5. Castle In The Clouds
6. You're Not The First
7. Joey
8. Two Of A Kind
9. I Listen To The Rain
10. Missing You

- 1993 – Love Scenes

1. Love Scenes
2. Love Is The Light
3. Look No Further
4. Mollie's Song
5. In Those Days
6. Feels Like The First Time
7. Blind Faith
8. Lost Without You
9. Winner Takes It All

- 1999 – Mixed Emotions

1. I Miss You
2. Tick Tock
3. Come Home To Me
4. Move On
5. We Found A Place
6. Say You're Sorry
7. Talk To Me
8. She Doesn't Need Saving
9. Phoenix From The Fire
10. Afraid Of Letting Go

- 2004 – The Very Best of Beverley Craven
- 2005 – Legends
- 2009 – Close To Home

1. Rainbows
2. All Yours
3. Without Me
4. Mr. Know-It-All
5. Never Be The Same
6. Your Girl, My Man
7. Is It Only Me?
8. Everlasting Love
9. Fun, Fun, Fun
10. Make You Mine

### Single
| Rok  | Tytuł                   | Pozycja na Liście |
| Rok  | Tytuł                   | LP3               |
| ---- | ----------------------- | ----------------- |
| 1990 | Promise Me              | 1                 |
| 1991 | Holding On              | 20                |
| 1993 | Love Scenes             | 5                 |
| 1994 | The Winner Takes It All | 10                |
| 1994 | Lost Without You        | 5                 |
| 1999 | I Miss You              | 1                 |
| 2000 | We Found a Place        | 47                |
| 2009 | Rainbows                | 12                |